# میناموتو نو یوشیتاکا
میناموتو یوشیتاکا، شیمازو نو کانجا یوشیتاکا،  (به ژاپنی: 源義高 Shimizu no kanja Yoshitaka); ۱ ژانویهٔ ۱۱۷۳ – ۶ ژوئن ۱۱۸۴) پسر ارشد میناموتو نو یوشیناکا، فرمانده نظامی اهل ژاپن بود. او به عنوان گروگان نزد میناموتو نو یوریتومو فرستاده شد.